# Lateef Kayode
Lateef Kayode (* 3. März 1983) ist ein nigerianischer Profiboxer im Cruisergewicht. Kayode wird vom viermaligen Trainer des Jahres Freddie Roach trainiert.

## Boxkarriere
Kayode gab am 15. August 2008 sein Debüt als Boxprofi in Washington, D.C. und gewann dieses gegen den US-Amerikaner Mike Miller.
Er gewann alle folgenden Aufbaukämpfe und erhielt seinen ersten großen Kampf gegen Matt Godfrey.
Der Kampf fand am 10. Juni 2011 in Santa Ynez statt. Kayode dominierte den Kampf von Anfang an und schlug Godfrey in den Runden eins, fünf und neun nieder. Dieser erholte sich aber immer wieder, so dass Kayode den Kampf schließlich klar nach Punkten gewann.
Am 10. März 2012 wurde offiziell verkündet, dass Kayode seinen ersten Weltmeisterschaftskampf gegen den US-Amerikaner Antonio Tarver bestreiten soll. Der Kampf wurde für den 2. Juni 2012 angesetzt und fand in Oakland, Kalifornien statt. Tarver ging als Favorit in diesen Kampf, blieb aber in den ersten Runden zu inaktiv, so dass Kayode hier punkten konnte. In den späteren Runden wurde Kayode ein paarmal schwer getroffen, ging aber nie zu Boden. Der Kampf endete nach 12 Runden mit einem mehrstimmigen Unentschieden, nachdem jeweils ein Punktrichter den Kampf für Kayode und Tarver wertete und der Dritte ein Unentschieden.
Nach 2 Kämpfen, die er durch K. o. für sich entscheiden konnte, trat Kayode am 11. September 2014 gegen Luiz Ortiz um den Interims-Weltmeistertitel der WBA im Schwergewicht an. In diesem Kampf ging er schon in der ersten Runde zu Boden. Als er sich im Verlauf der ersten Runde in die Ecke drängen ließ und dort mehrfach Schläge abbekam ohne sich zur Wehr zu setzen brach der Ringrichter den Kampf ab und Kayode verlor zunächst durch TKO in der ersten Runde.
Das Ergebnis dieses Kampfes wurde aber annulliert, da eine Urinprobe von Ortiz positiv auf Nandrolon getestet wurde. Der Titel wurde Ortiz aberkannt und der Kampf nicht gewertet. Kayode blieb somit offiziell weiter ungeschlagen.
Seine dritte Chance auf einen Weltmeisterschaftstitel erhielt Kayode ein Jahr später. Er trat dieses Mal wieder im Cruisergewicht an und traf dort auf den Weltmeister Denis Lebedev. Lebedev erwischte Kayode in Runde 7 mit einem linken Haken. Kayode ging zu Boden und wurde angezählt. Er führte den Kampf zwar fort, konnte sich von diesem Treffer aber nicht mehr erholen. Schon nach 14 Sekunden der achten Runde erfolgte der nächste Niederschlag. Der Ringrichter ließ Kayode weiterkämpfen, woraufhin Lebedev sofort auf diesen zustürmte und ihn mit mehreren Treffern abermals zu Boden schlug. Der Ringrichter zählte Kayode dieses Mal bis 8 an, ließ ihn aber abermals weiter kämpfen. Kayode blieb in der Folge zwar auf den Beinen, hatte den Schlägen von Lebedev aber nichts mehr entgegenzusetzen. Als Kayode sich in die Seile lehnte und Lebedev ohne Gegenwehr angreifen konnte, brach der Ringrichter den Kampf endgültig ab.